# Olympische Sommerspiele 2008/Teilnehmer (Katar)
| Gelbes Symbol für Goldmedaillen mit stilisierten Olympischen Ringen | Graues Symbol für Silbermedaillen mit stilisierten Olympischen Ringen | Braundes Symbol für Bronzemedaillen mit stilisierten Olympischen Ringen |
| ------------------------------------------------------------------- | --------------------------------------------------------------------- | ----------------------------------------------------------------------- |
| —                                                                   | —                                                                     | —                                                                       |

Katar nahm an den Olympischen Sommerspielen 2008 in Peking mit einer Delegation von 20 Sportlern (allesamt Männer) teil.

## Teilnehmer nach Sportarten

### Bogenschießen
- Ali Salem
Männer

### Fechten
- Khalid Al-Hamadi
Männer, Florett

### Leichtathletik
| Disziplin            | Männer                                                  | Frauen |
| -------------------- | ------------------------------------------------------- | ------ |
| 100 Meter Sprint     | Samuel Francis                                          |        |
| 1500-Meter-Lauf      | Daham Najim Bashir, Thamer Kamal Ali                    |        |
| 110 Meter Hürden     | Mohammed al-Thawadi                                     |        |
| 3000 Meter Hindernis | Abubaker Ali Kamal                                      |        |
| 5000-Meter-Lauf      | James Kwalia, Sultan Khamis Zaman                       |        |
| 10.000-Meter-Lauf    | Ahmad Hassan Abdullah, Felix Kibore, Essa Ismail Rashed |        |
| Marathonlauf         | Yousf Othman Qader, Mubarak Hassan Shami                |        |
| Dreisprung           | Ibrahim Aboubaker                                       |        |
| Diskuswurf           | Rashid Shafi al-Dosari                                  |        |

### Schießen
- Nasser Al-Attiyah
Skeet: 15. Platz

- Rashid Hamad
Skeet: 37. Platz

### Schwimmen
- Osama El-Aarag
Männer, 100 Meter Brust

### Taekwondo
- Abdulqader Sarhan
Männer, Klasse bis 80 kg